# Coronation March (Elgar)
De Coronation March (opus 65) is een compositie van Edward Elgar. Het werk is een mars die hij componeerde ter gelegenheid van de kroning van koning George V. De eerste uitvoering vond plaats op 22 juni 1911 in Westminster Abbey.
De kroningsmars opus 65 was de tweede van drie koninklijke marsen die Elgar gecomponeerd heeft: in 1897 had hij reeds de Imperial March voor het diamanten jubileum van koningin Victoria geschreven, en in 1924 zou hij nog de Empire March componeren ter gelegenheid van een tentoonstelling over het Britse Rijk. De Coronation March is het langste werk van deze drie, met een uitvoeringsduur van gemiddeld 11 minuten.
De Coronation March is voor een mars relatief langzaam en heeft een enigszins melancholisch leidmotief. Er bestaat een klein aantal opnamen van het werk.